# U205 (潜水艦)
U-205は第二次世界大戦中のナチス・ドイツ海軍のVIIC型Uボートである。U-205は1940年6月19日にキールにあるゲルマニア造船所で建造番号634として起工され1941年5月3日に進水し、1941年5月3日にフランツ・ゲオルク・レシュケの指揮の下、就役した。
U-205は1943年2月17日にイギリス海軍の駆逐艦パラディンにより北緯32度56分 東経22度01分 / 北緯32.933度 東経22.017度で沈没した。

## 艦歴
第3潜水隊群の一員としてU-205は北大西洋で2回の哨戒を行った。第29潜水隊群に加わり、U-205はさらに地中海で9回の哨戒を行った。

### 第1哨戒
1941年7月14日、U-205はトロンハイムを出港して第1哨戒を開始した。U-205はグリーンランドとアイスランドの間にある隙間(デンマーク海峡)を通過して1941年8月23日に占領中のフランスにあるブレストにドック入りした。

### 第2哨戒
1941年9月23日にロリアンを出港し、U-205は9月27日に航空機から攻撃を受けて損傷し、港に戻り1941年10月2日にロリアンに到着した。

### 第3哨戒
1941年11月3日、U-205はロリアンを出港し、ウルフパック・アルノーに参加した。ジブラルタルの集中砲火を突破し、1941年12月10日にU-205はラ・スペツィアで第29潜水隊群に加わった。

### 第4哨戒
1942年1月5日にU-205はラ・スペツィアを出港し、2月10日に帰還した。

### 第5哨戒
3月17日にラ・スペツィアを出港し、1942年6月8日にU-205はサラミスに到着した。

### 第6哨戒
1942年5月6日にラ・スペツィアを出航し、1942年6月8日にサラミスに到着した。

### 第7哨戒
帰路にて、1942年6月12日にU-205はMW11船団を護衛中のイギリス軽巡洋艦ハーマイオニーの攻撃に成功し、87名の乗組員と「コンボイ」として愛されていた船乗り猫が死亡した。6月23日、U-205はラ・スペツィアにドック入りした。

### 第8哨戒
1942年8月3日、U-205はラ・スペツィアからプーラへ出航し、1942年9月10日にそこに到着した。

### 第9哨戒
1942年10月20日ポーラ発、1942年11月19日ラ・スペツィア到着、1942年11月20日ラ・スペツィア発、1942年11月24日ポーラ着。

### 第10哨戒
1043年1月12日ポーラ発、1943年1月26日サラミス着。

### 最後の哨戒と沈没
1943年2月2日にサラミスを出港し、U-205はキレナイカのアポロニア沖で輸送船団を攻撃のため追い込んでおり、1943年2月17日に南アフリカ空軍のブリストル・ブレニム爆撃機に発見され北緯32度56分 東経22度1分 / 北緯32.933度 東経22.017度座標: 北緯32度56分 東経22度1分 / 北緯32.933度 東経22.017度でイギリス駆逐艦パラディンの攻撃を受けた。爆雷攻撃により浮上を余儀なくされ、U-205の乗組員は通気口を開けた後船を放棄した。パラディンの乗船部隊はかろうじて書類と無線機器を引き揚げた。2隻目の軍艦グロキシニアはまだ浮かんでいるU-205を浜辺まで曳航することを試みたが、失敗した。U-205は沖合約1000m(3,300フィート)で沈没した。

### ウルフパック
U-205は1つのウルフパックに参加した。
- アルノー (1941年11月5日～18日)

### その後
U-205は誤ってピーター・キーブルの著書Ordeal by Waterに登場するU-307だと広く信じられており、文中には沈没したUボートから暗号化装置を潜水して回収したと書かれている。

## 戦果一覧
| 日付          | 船名           | 国籍         | 総トン数 (排水量) | 結果 |
| ------------- | -------------- | ------------ | ----------------- | ---- |
| 1942年6月16日 | ハーマイオニー | イギリス海軍 | 5,450             | 沈没 |

## 歴代艦長
- フランツ・ゲオルク・レシュケ大尉 (1941年5月3日～1942年10月19日)
- フリードリッヒ・ビュルゲル中尉 (1942年10月19日～1943年2月17日)